# Ida Maier-Müller
Ida Maier-Müller est une peintre allemande, née Ida Müller à Constance en 1821 et morte à Offenbourg en 1904. Elle est connue principalement pour ses peintures de paysages et de fleurs.

## Biographie
Elle s'installe à Fribourg-en-Brisgau en 1843, où elle peint et grave des paysages locaux, notamment ceux de la Forêt-Noire et du lac de Constance.
L'une de ses œuvres les plus connues est un autoportrait de 1845, qui la représente aux cheveux bouclés et portant une rose, à 25 ans. Cet autoportrait se trouve au musée des Augustins de Fribourg-en-Brisgau. Ida Maier était également célèbre pour ses peintures de fleurs et d'autres scènes naturelles, entretenant un lien étroit avec la tradition paysagère allemande du XIXe siècle,.